# Дельман, Олег Александрович
Олег Александрович Дельман (9 сентября 1967, Сызрань, Куйбышевская область, РСФСР, СССР) — российский государственный и политический деятель (Справедливая Россия, Единая Россия), предприниматель; доктор экономических наук. Депутат Государственного совета Чувашской Республики c III по V (2002—2016), а также VII созыв (с 2021). Генеральный директор ООО «Волгостальконструкция» (с 2009).
Дельман Олег Александрович — представитель одной из самых влиятельных семей в Чувашской Республике, главой которого является его отец — Александр Ильич Дельман (1944 г. р.). Семья Дельманов управляет и владеет одной из первых в России частной железной дорогой (соединяет с сетью РЖД более десятка промышленных предприятий города Чебоксары); им принадлежат чебоксарский «Музей пива», земельные участки под автозаправочные станции, иные предприятия. Дельманы издавали ряд региональных СМИ; Олег Дельман — учредитель еженедельника «Аргументы и факты — Чувашия».

## Биография

### Происхождение
Родился 9 сентября 1967 года в городе Сызрани Куйбышевской области в семье офицера Вооруженных сил СССР Александра Ильича Дельмана.
С 1984 по 1988 год учился в Харьковском высшем военном училище тыла МВД СССР, где получил специальность «инженера-экономиста». С 1988 по 1992 год служил во внутренних войсках МВД СССР и МВД РФ в городе Пятигорск. С 1992 по 1994 год служил в органах внутренних дел МВД Чувашской Республики.

### Предпринимательская деятельность
С 1994 по 1995 год — заместитель председателя жилищно-строительного кооператива «Максбор» в городе Чебоксары.
С 1995 по 1999 год — коммерческий директор ООО «Волгаойлсервис» (Чебоксары); с 1999 по 2002 год — генеральный директор ООО «Волганефтьсервис»; с 2002 по 2009 год — генеральный директор ООО «Волгаойлсервис»; с 2009 по 2016 год — генеральный директор ООО "Торгово-промышленная топливная компания «Волганефтьхолдинг»; с 2009 года — генеральный директор ООО «Волгостальконструкция».
Являлся (2021) также руководителем ООО "Проектный институт «Чебоксарский промстройпроект», ООО Агрофирма «Путь Ильича».

### Политическая деятельность
Александр и Олег Дельманы до 2010 года были основными спонсорами Чувашского регионального отделения партии «Справедливая Россия». В 2007 году, когда на должность председателя Чувашского регионального отделения партии «Справедливая Россия» центральный совет партии рекомендовал избрать члена федерального политсовета, депутата Госдумы Анатолия Аксакова, на место его первого заместителя был назначен Олег Дельман.
Олег Дельман баллотировался в Госдуму по списку «Справедливой России» вместе с Анатолием Аксаковым и Игорем Моляковым. 24 июля 2010 года на отчётно-выборной конференции Чувашского регионального отделения партии «Справедливая Россия» было установлено, что из партии вышли Александр и Олег Дельманы.
В 2012 году от ЛДПР кандидатом в депутаты Госсовета ЧР выдвигался тезка Олега Дельмана — Олег Дельман — директор чебоксарских компаний ООО «Стройтрест», ООО «Строим вместе» и ООО «Эврика».
Был депутатом Государственного Совета Чувашской Республики III—V созывов (избран 19 сентября 2021 года по Восточному одномандатному избирательному округу); депутатом Чебоксарского городского Собрания депутатов (2001—2002).
Член Комитета Государственного Совета Чувашской Республики по государственному строительству и местному самоуправлению. Член Комитета Государственного Совета Чувашской Республики по экономической политике, бюджету, финансам и налогам. Член Всероссийской политической партии «Единая Россия».

## Семья и личная жизнь

### Семья
Женат, имеет двоих детей.
Жена — Инна Владимировна Дельман (урожденная Чистякова); бывший директор Общества с ограниченной ответственностью «Музей истории пивоварения».
Отец — Александр Ильич Дельман — родился 8 октября 1944 года в городе Сызрани; женат, имеет двоих детей, двоих внуков. Окончил Саратовское военное училище МООП РСФСР, Чувашский государственный университет им. И. Н. Ульянова. С 1966 по 1982 год служил в Вооруженных силах СССР на различных офицерских должностях, в воинских званиях от лейтенанта до подполковника. В 1980 году в результате ранения — инвалид 1 группы по зрению. С 1983 по 1987 год — учитель истории и обществоведения городской заочной школы, школы рабочей молодежи № 1 города Чебоксары. С 1987 по 1988 годы — методист, учитель истории и обществоведения учебно-консультационного пункта при ПО «Текстильмаш», школы рабочей молодежи № 6 города Чебоксары. С 1988 по 1991 год — заведующий учебно-консультационным пунктом при ПО «Текстильмаш». С 1991 по 1995 год — директор школы рабочей молодежи № 3 города Чебоксары. С 1995 по 2000 год — директор фонда «Правопорядок». С 2000 года — председатель Чебоксарского городского общественного фонда «Правопорядок». Являлся депутатом Чебоксарского городского Совета народных депутатов Чувашской АССР (1989—1995), депутатом Чебоксарского городского Собрания депутатов третьего созыва (2003—2005); является членом Общественной палаты Чувашии.
Мать — Дельман Рабия Мингачевна — родилась 26 августа 1946 года.
Олег Дельман — Мастер спорта СССР по дзюдо. Место жительства — город Чебоксары.
2 июля 2008 года Олег Александрович Дельман защитил докторскую диссертацию на соискание ученой степени доктора экономических наук. Работа была выполнена в Чувашском госуниверситете и защищена в диссовете при Институте международного права и экономики имени А.С Грибоедова (Москва).

### Имущество
Олег Дельман автолюбитель, водит Mercedes-Benz.

### Убеждения
Дельман Олег: «В настоящее время все может продаваться и покупаться, кроме дружбы и любви».

### Критика и отзывы
Местные политологи называли предпринимателя «чувашским Ходорковским».
Сообщество «Диссернет» провело экспертизу диссертации Олега Дельмана и выявило в ней случаи плагиата. По мнению «Диссернета» в диссертации заимствовались девять источников (в том числе четыре диссертации разных авторов).

## Награды
- Почетная грамота Министерства обороны Российской Федерации
- Медаль Министерства Российской Федерации по делам гражданской обороны, чрезвычайным ситуациям и ликвидации последствий стихийных бедствий «За отличие в ликвидации последствий чрезвычайной ситуации»

- Медаль ордена «За заслуги перед Чувашской Республикой»
- Почетная Грамота Государственного Совета Чувашской Республики
- Благодарность Государственного Совета Чувашской Республики